# Правописний словник (Голоскевич)
Правописний словник — правописний словник української мови, створений мовознавцем Григорієм Голоскевичем і вперше виданий у 1929 році (близько 40 тис. слів) одним томом у харківському видавництві Книгоспілка. Згодом словник доповнив Овсій Ізюмов і видав у тому самому харківському видавництві Книгоспілка 1931 року одним томом (60 тис. слів). Словник став першим словником української мови, який використовував український правопис, створений і затверджений у 1928—1929 роках і відомий як скрипниківка.

## Історія видання
Словник створений мовознавцем Григорій Голоскевич й вперше виданий у 1929 році (близько 40 тис. слів) одним томом у харківському видавництві Книгоспілка. Перед появою 40 тис. словника Правописний словник Голоскевич уже випустив шість видань цього правописного словника під назвою Український правописний словничок (перше видання 1914 року, Петроград: ?, шосте — 1926 року, Київ: ДВУ), однак ці старіші словники містили набагато меншу кількість слів та не використовували скрипниківський правопис.
Видання 1929 року (так зване 7-ме видання) стало загальновизнаним та найпопулярнішим доповненням до харківського правопису.
Згодом словник було доповнено Овсієм Ізюмовим й видано у тому ж харківському видавництві Книгоспілка у 1930 році одним томом (60 тис. слів). Сей Ізюмовий словник було перевидано 1940-го року у Львові, за редакцією Олександра Панейка. Однак через певні правописні поправки Панейка у порівнянні з оригінальним скрипниківським правописом 1928-29 років, деякі українські мовознавці, як от Юрій Шевельов та Іван Огієнко, мали певні критичні зауваження щодо відповідності його скрипниківському харківському правопису.

## Видання
Існує велика кількість перевидань «Правописного словника»:
Попередник Правописного словника - Український правописний словничок
- Український правописний словничок з короткими правилами правопису. Ред.: Григорій Голоскевич. Петроград: ?, 1916, ? стор.
- Український правописний словничок з короткими правилами правопису. Ред.: Григорій Голоскевич. Київ: ?, 1918, 190 стор. (2-е вид.)
- Український правописний словничок з короткими правилами правопису. Ред.: Григорій Голоскевич. Київ: ?, 1918, ? стор. (3-е вид.)
- Український правописний словничок з короткими правилами правопису. Ред.: Григорій Голоскевич. Київ: Друкар. 1922. 222 стор. (4-е вид.)
- Український правописний словничок з короткими правилами правопису. Ред.: Григорій Голоскевич. Катеринослав-Ляйпціґ: Українське видавництво. 1923. 226 стор. (5-е вид) (pdf з е-бібл. HathiTrust, pdf з е-бібл. Chtyvo)
- Український правописний словничок з короткими правилами правопису. Ред.: Григорій Голоскевич. Київ: ДВУ. 1926. 226 стор. (6-е вид.)

«Правописний словник». Редакція Григорія Голоскевича (~40 тис. слів)
- Правописний словник (за нормами Українського правопису Всеукраїнської Академії Наук). Григорій Голоскевич. Харків, 1929. - 628 с. / електронна версія 2009 року, 633 pdf pages.
- Правописний словник. Редактор: Григорій Голоскевич. Київ-Харків: Книгоспілка. 1930, 454 стор. (7-е вид.) (jpeg з е-бібліотеки «Культура України»)
- Правописний словник. Редактор: Григорій Голоскевич. Нью-Йорк: Книгоспілка. 1952, 451 стор. (7-е вид.)
- Правописний словник. Редактор: Григорій Голоскевич. Нью-Йорк: Книгоспілка. 1955, 451 стор. (8-е вид.)
- Правописний словник. Редактор: Григорій Голоскевич. Нью-Йорк: Книгоспілка. 1962, 451 стор. (9-е вид.) (pdf з е-бібліотеки «Україніка»)
- Правописний словник. Редактор: Григорій Голоскевич. Нью-Йорк: Книгоспілка. 1967, 451 стор. (10-е вид.)
- Правописний словник. Редактор: Григорій Голоскевич. Нью-Йорк: Книгоспілка. 1977 , 451 стор. (11-е вид.)
- Правописний словник. Редактор: Григорій Голоскевич. Передмова: Управа НТШ в Америці. Післямова: Л. М. Коць-Григорчук. Сідней-Торонто-Львів: ?. 1994 , 460 стор. ISBN 5-7707-4313-1 (12-е вид.)

Редакція Овсія Ізюмова (~60 тис. слів)
- Правописний словник. Редактор: Овсій Ізюмов. Харків: Радянська школа. 1931, 580 стор. (1-е вид.) (jpeg з е-бібліотеки «Культура України»)
- Правописний словник. Редактори: Овсій Ізюмов;[6] Олександр Панейко; пердмова: Василь Сімович. Львів: Українське видавництво. 1941, 784 стор. (2-е доп. вид.) (jpeg з е-бібліотеки «Культура України»)